# Tri kladentsi
Tri kladentsi (bulgariska: Три кладенци) är ett distrikt i Bulgarien.   Det ligger i kommunen Obsjtina Vratsa och regionen Vratsa, i den nordvästra delen av landet, 90 km norr om huvudstaden Sofia.
Trakten runt Tri kladentsi består till största delen av jordbruksmark. Runt Tri kladentsi är det ganska tätbefolkat, med 111 invånare per kvadratkilometer.